# Bremdal
Bremdal es una localidad situada en el municipio de Struer, en la región de Jutlandia Central (Dinamarca), con una población estimada a principios de 2012 de unos 1883 habitantes.
Se encuentra ubicada al oeste de la península de Jutlandia, a ambas riberas del Limfjord, concretamente del estrecho de Oddesund.